# Le Puy-en-Velay

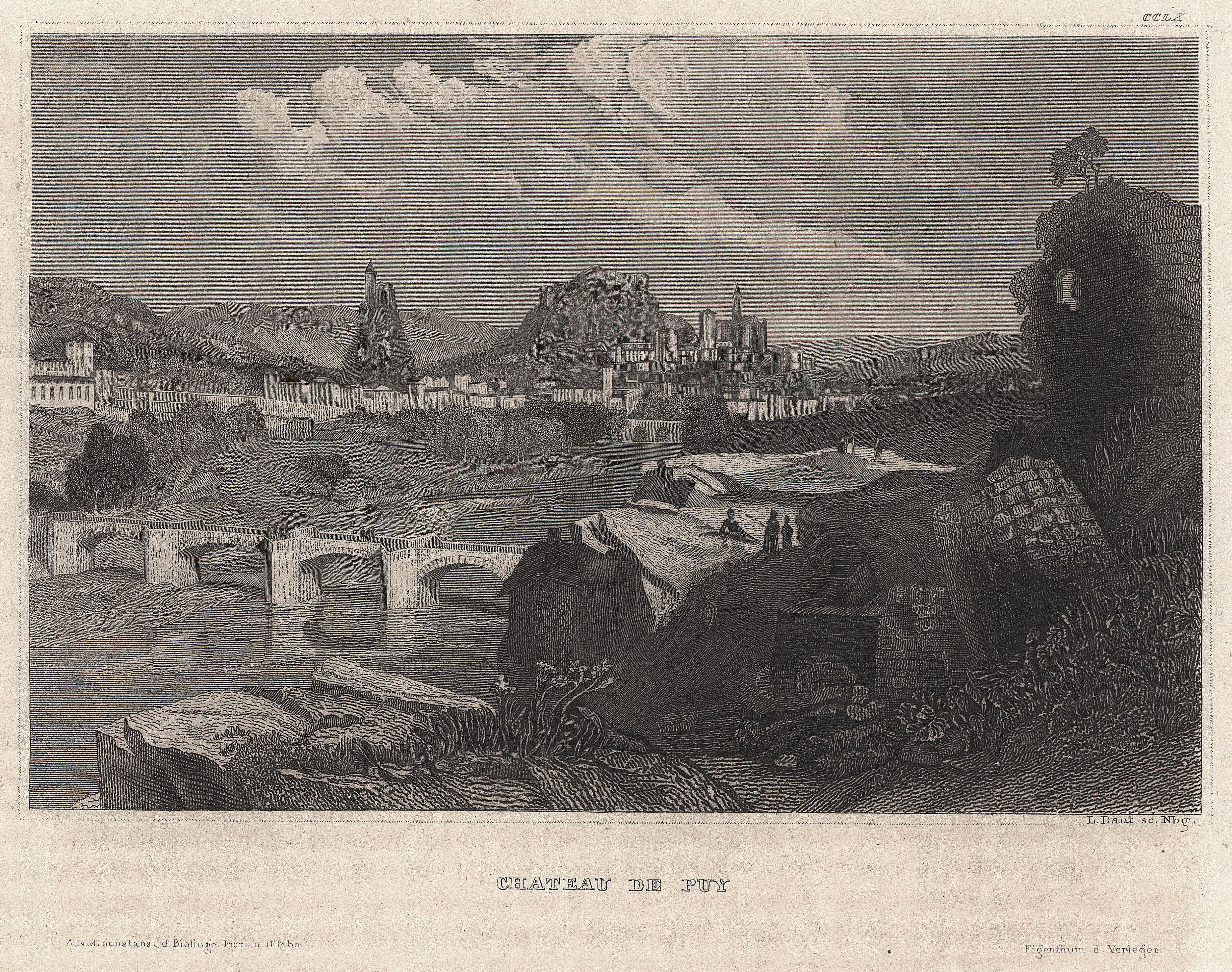
Blick auf Le Puy um 1839

Die französische Stadt Le Puy-en-Velay [lə pɥi ɑ̃ vəlɛ] liegt im Département Haute-Loire in der Region Auvergne-Rhône-Alpes und ist mit 18.989 Einwohnern (Stand: 1. Januar 2022) die größte Stadt des Départements. Sie ist Sitz der Präfektur des Départements. Die Präfektur verwaltet auch das Arrondissement Le Puy-en-Velay.
Die Stadt ist wegen ihrer eigentümlichen Lage in vulkanischer Landschaft ein bedeutendes Touristenziel. Am 18. März 1988 wurde der Name der Stadt von Le Puy in Le Puy-en-Velay geändert.
Als einer der Ausgangspunkte zum Jakobsweg (Via Podiensis) nach Santiago de Compostela und als Bistumssitz mit einer mehr als tausendjährigen Geschichte war die Stadt von jeher ein bedeutendes kulturelles Zentrum.

## Geografie
Le-Puy-en-Velay liegt etwa 625 Meter hoch im südlichen Zentralmassiv im Südosten der Auvergne in der Landschaft Velay. 
Die Entfernung nach Lyon beträgt 135 Kilometer, nach Clermont-Ferrand 130 Kilometer, nach Saint-Étienne 75 Kilometer. Die nächsten größeren Zentren sind, außer Lyon im Nordosten, Toulouse (252 Kilometer) im Südwesten, Bordeaux (353 Kilometer) im Westen und Montpellier (159 Kilometer) im Süden.

## Bevölkerungsentwicklung
| Jahr                       | 1962   | 1968   | 1975   | 1982   | 1990   | 1999   | 2006   | 2017   | 2021   |
| Einwohner                  | 25.125 | 26.389 | 26.594 | 24.064 | 21.743 | 20.490 | 19.321 | 18.995 | 18.629 |
| Quellen: Cassini und INSEE |        |        |        |        |        |        |        |        |        |

## Wappen
Beschreibung: In Blau mit goldenen Lilien besät, ein auffliegender silberner Adler mit roten Waffen und roter Zunge.

## Sehenswürdigkeiten

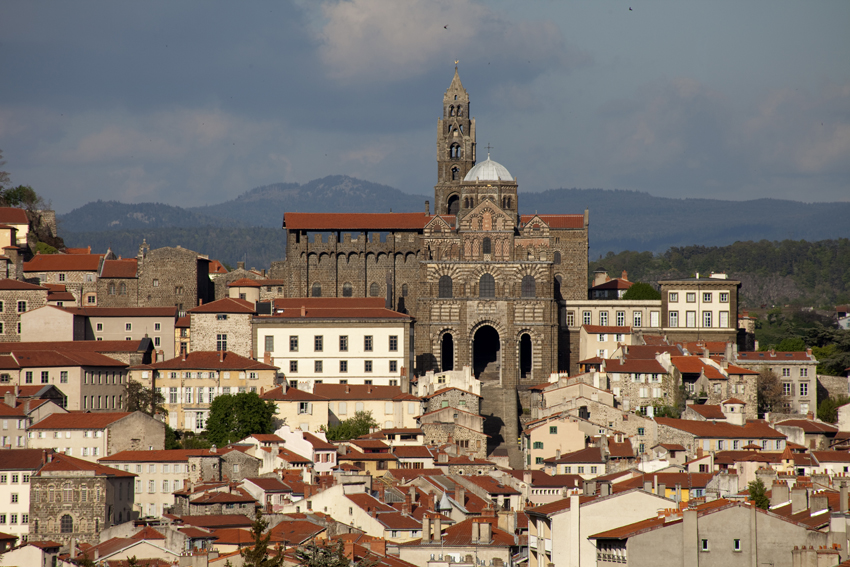
Kathedrale Notre-Dame

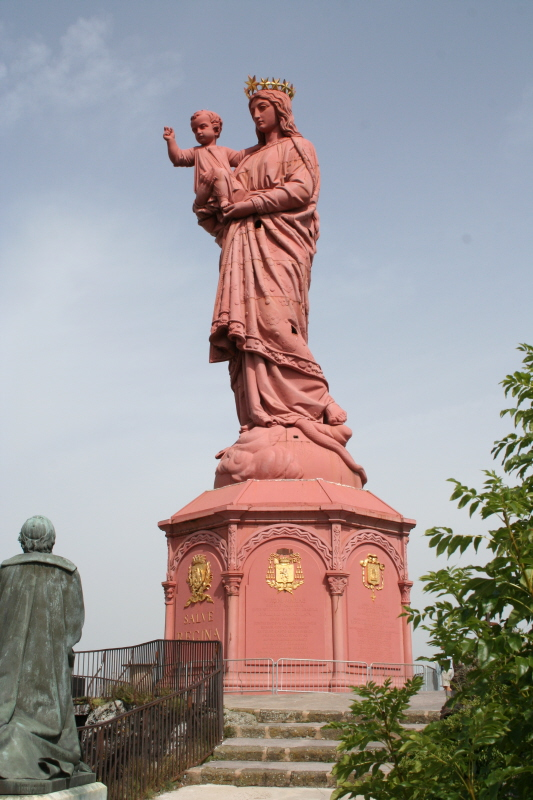
Marienstatue auf dem Rocher Corneille

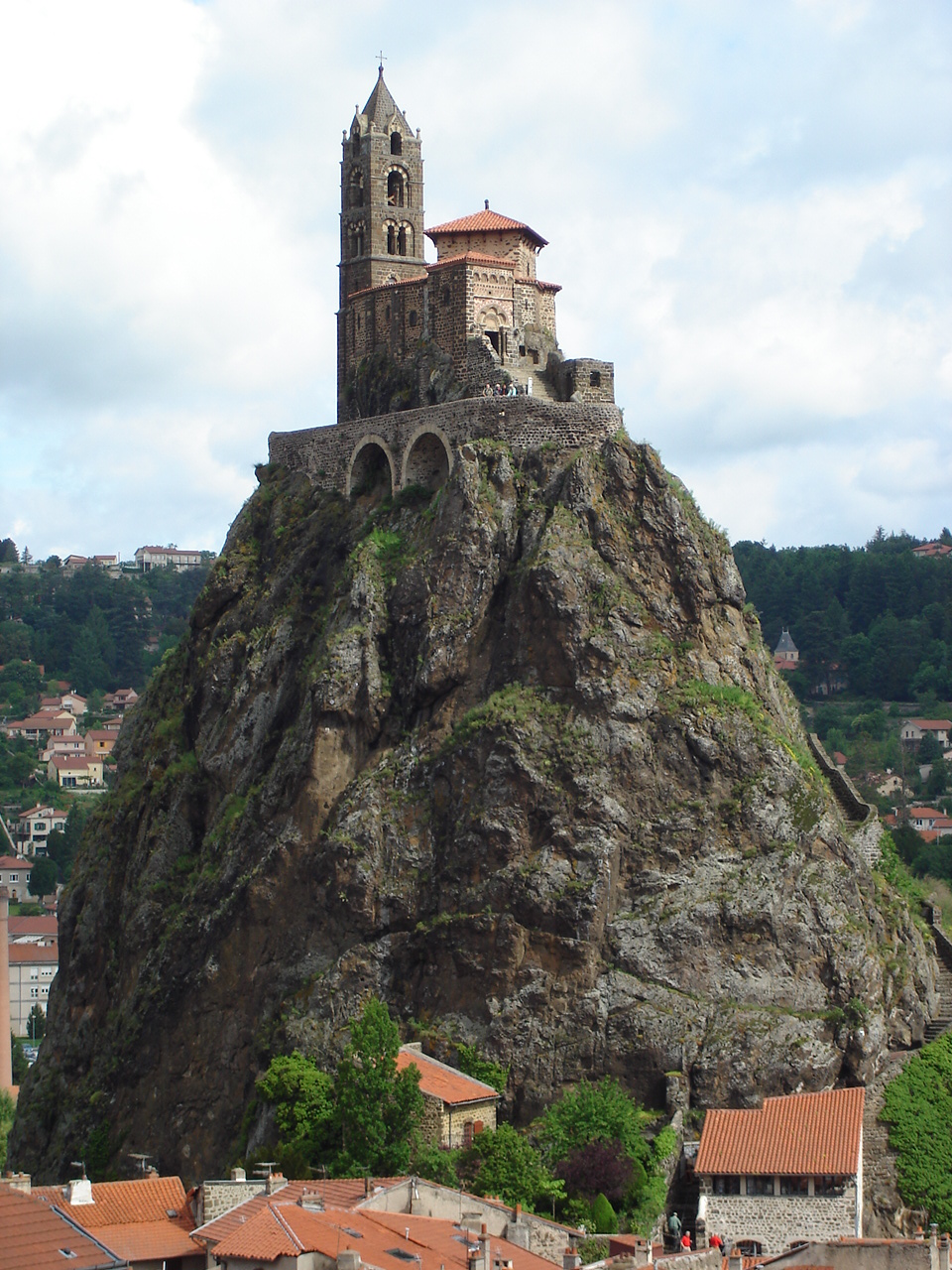
Kapelle Saint-Michel

- Blickfang der Stadt sind die Basaltkuppen (Puys), ehemalige Vulkanschlote. Auf der einen dieser beiden Kuppen thront die Kirche Saint-Michel d’Aiguilhe (heiliger Michael auf der Nadel). Bereits in römischer Zeit stand dort ein wahrscheinlich dem Gott Merkur geweihter Tempel. Im 10. Jahrhundert wurde die erste christliche Kapelle errichtet, von der noch Reste existieren. Hundert Jahre später hat man um sie herum eine größere Kapelle gebaut. Das neue Gebäude nimmt die gesamte Gipfelfläche ein und passt sich mit seinem Umriss der natürlichen Form des Felsens an. Das Portal am Ende des Treppenaufgangs ist reich geschmückt, ganz im Gegensatz zum Inneren der Kapelle. Der Einfluss iberisch-arabischer Kunst lässt sich wahrscheinlich aus der Verbindung zum Endpunkt der mittelalterlichen Wallfahrt in Santiago de Compostela erklären. Im Türsturz erscheinen zwei Sirenen mit Netzen als Symbole der Verführung.
- Auf dem benachbarten Vulkankegel, dem Rocher Corneille, steht die Statue Notre–Dame de la France, 1860 in einer Größe von 16 Metern errichtet, aus dem Metall von 213 während des Krimkrieges bei Sewastopol erbeuteten Kanonen gegossen und heute rosa angemalt. Die Statue wird nachts angestrahlt und gibt dabei ein besonders 'liebliches' Bild.
- Die Kathedrale Notre-Dame gehört zum UNESCO-Weltkulturerbe „Wege der Jakobspilger in Frankreich“. Sie steht am Fuße des Vulkankegels Rocher Corneille.
- Das Musée Crozatier ist ein kunst- und kulturgeschichtliches Museum. Es wurde 1820 gegründet und von 2013 bis 2018 grundlegend umgestaltet und erweitert.

## Verkehr

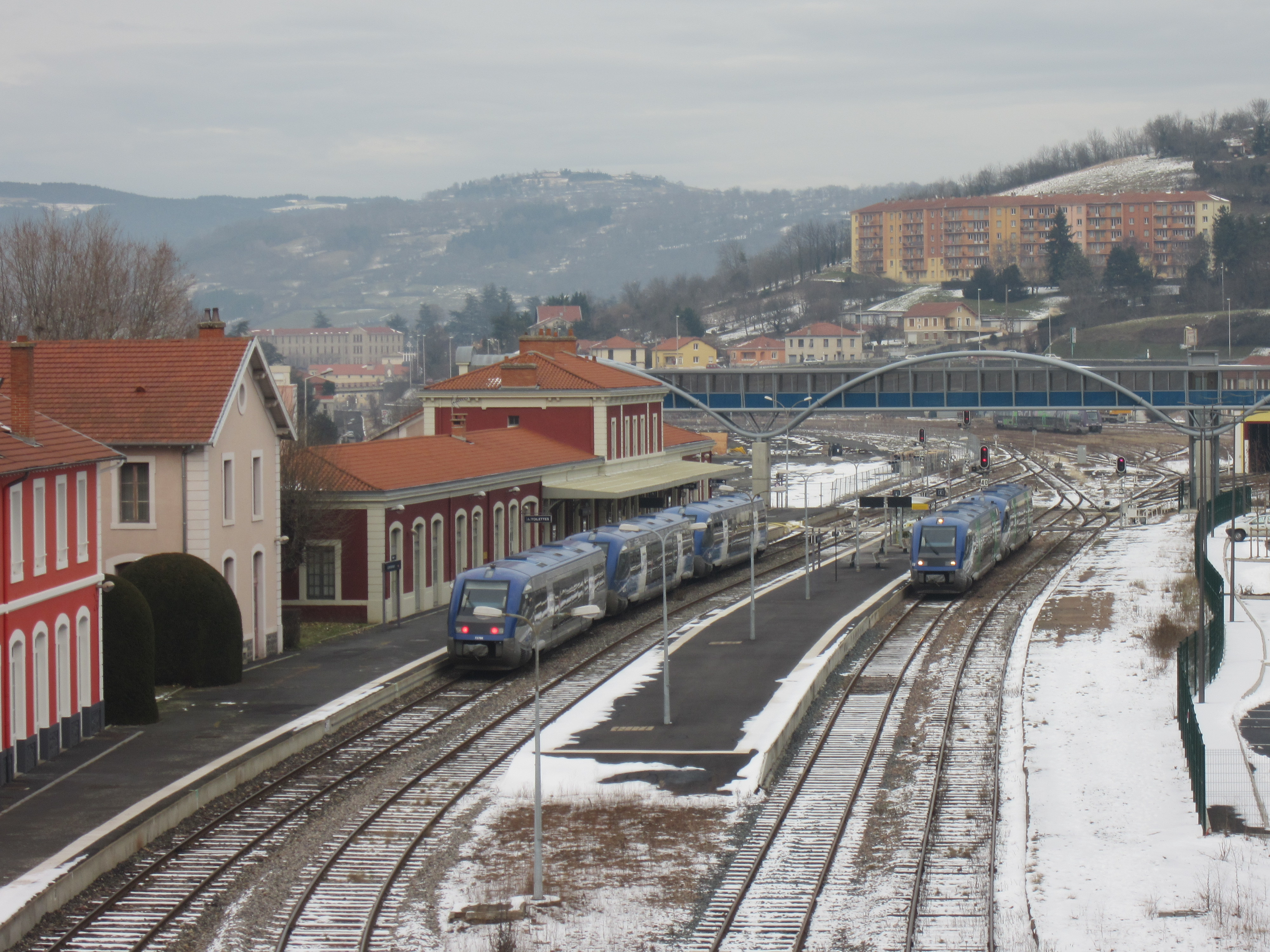
Bahnhof

Die Stadt hat einen Bahnhof an der Bahnstrecke Saint-Georges-d’Aurac–Saint-Étienne-Châteaucreux, die am 14. Mai 1866 von Firminy bis Le Puy verlängert wurde. Erbaut und betrieben wurde die Strecke von der Compagnie des chemins de fer de Paris à Lyon et à la Méditerranée (PLM). Bis zum 18. Mai 1874, als deren Verlängerung nach Darsac in Betrieb genommen wurde, war der Bahnhof Endpunkt der Bahn. Am 1. Juli 1910 kam eine Zweigstrecke von Le Puy nach Langogne hinzu. Deren Personenverkehr wurde 1950 eingestellt, der Güterverkehr endete im Jahr 1988. Aktuell wird der Bahnhof Le Puy von Zügen des TER Auvergne-Rhône-Alpes bedient.
Le Puy liegt weit abseits von Autobahnen an der Nationalstraße N 88. Die nächsten Autobahnen sind die A 7 im Osten, die A 72 im Norden und die A 75 im Westen.
Der Flugplatz Le Puy-Loudes liegt 10 Kilometer westnordwestlich von Le Puy-en-Velay.

## Jakobsweg (Via Podiensis)
Le Puy-en-Velay ist der Ausgangspunkt des französischen Jakobsweges Via Podiensis. Er ist in das französische Fernwandernetz als GR 65 eingegliedert. Den Pilgern stehen mehrere Etappenunterkünfte (franz. Gîte d’étape) und eine Jugendherberge zur Verfügung. Le Puy-en-Velay ist mit der Bahn von Saint-Etienne oder Clermont-Ferrand aus erreichbar. Der nächste größere Ort auf dem Jakobsweg ist Saint-Privat-d’Allier. Die direkte Straßenverbindung dorthin führt über die Departementsstraße D 31.

## Verschiedenes
- Le Puy hat das Vorrecht, ein Heiliges Jahr zu feiern, wenn am 25. März das Hochfest Mariä Verkündigung und Karfreitag zusammenfallen. Dies war 2005 und 2016 der Fall und wird dann aber erst wieder 2157 stattfinden.

- Die grüne Linse von Le Puy (La Lentille Verte du Puy A.O.C.) ist eine bekannte Spezialität der Stadt, die für feine Linsengerichte verwendet wird. Sie zeichnet sich aus, dass sie beim Kochen bissfest bleibt. Die Puy-Linse hat eine nach EU-Recht geschützte Herkunftsbezeichnung. Linsen dieser Sorte aus anderen Gebieten dürfen nicht den Namen tragen und werden als grüne Linsen gehandelt.

- Die Fußballer des Club Omnisports du Puy (heute: Le Puy Foot 43 Auvergne) spielten in der zweiten Hälfte der 1980er Jahre unter professionellen Bedingungen in der zweiten französischen Liga; auch die Frauen des Klubs waren in den 2010er Jahren (bis 2023) in der zweithöchsten Spielklasse vertreten.

- Jedes Jahr am 1. Mai finden die „15 km Internationaux du Puy en Velay“ statt, ein international hochkarätig besetzter Straßenlauf über 15 Kilometer mit etwa 1000 Läuferinnen und Läufern.

## Persönlichkeiten
- Romain du Puy (vor 1085–nach 1134), Kreuzritter, Herr von Outrejordain
- Peire Cardenal (um 1180–um 1278), Troubadour
- Agnes von Langeac (1602–1634), seliggesprochene Dominikanerin und Mystikerin
- François-Charles de Beringhen (1692–1742), Bischof von Puy 1725–1742
- Augustin Simon Irailh (1717–1794), katholischer Theologe, Publizist und Historiker
- Régis Barthélemy Mouton-Duvernet (1770–1816), General der Infanterie
- Charles Crozatier (1795–1855), Bildhauer
- Jean-Joseph-Marie-Eugène de Jerphanion (1796–1864), römisch-katholischer Geistlicher und Erzbischof von Albi
- Augustin Verot (1805–1876), Sulpizianer, Bischof von Savannah (1861–1870) und Saint Augustine (1870–1876)
- Jules Vallès (1832–1885), Journalist, Romanschriftsteller, Publizist sowie Sozial- und Literaturkritiker
- Charles Dupuy (1851–1923), Philosophieprofessor und mehrfach Premierminister von Frankreich
- Émile Fayolle (1852–1928), General und späterer Marschall von Frankreich
- Robert Pandraud (1928–2010), konservativer Politiker, 1986–88 Innenminister
- Jean-Claude Risset (1938–2016), Komponist und Pionier der Computer-Musik
- Grégory Coupet (* 1972), Fußballspieler
- Thibault Falk (* 1972), Jazzmusiker
- Laurent Courthaliac (* 1973), Jazzmusiker
- Sidney Govou (* 1979), Fußballspieler
- Bruno Julliard (* 1981), studentischer Aktivist und Politiker
- Marion Bartoli (* 1984), Tennisspielerin
- Marc Michel (* 1986), Jazzmusiker
- Johanne Defay (* 1993), Surferin

## Städtepartnerschaften
- Meschede in Deutschland, seit dem 30. Oktober 1965[4]
- Tonbridge im Vereinigten Königreich
- Brugherio in Italien
- Tortosa in Spanien
- Mangualde in Portugal